# Червочкин, Юрий Михайлович
Юрий Михайлович Червочкин (31 декабря 1984 — 10 декабря 2007) — член Национал-большевистской партии (НБП), убитый в Серпухове.

## Активизм
В январе 2006 года создал в Серпухове ячейку НБП.
2 октября 2006 года в составе группы из 50 членов НБП был задержан при попытке прохода в здание Государственной думы РФ, был доставлен в ОВД «Тверское» Москвы и затем отпущен вместе со всеми тем же вечером.
7 ноября 2006 года вместе с ещё 30 членами НБП был задержан за участие в несанкционированом митинге у московского офиса «Сургутнефтегаза» (участники акции требовали прекратить репрессии в отношении независимого профсоюза «Профсвобода» и выполнить требования рабочих-нефтяников). Был приговорён к административному аресту на 15 суток.
Задерживался в рамках «операции „Заслон“» перед «маршами несогласных» 16 декабря 2006 года в Москве и 3 марта 2007 года в Санкт-Петербурге.
25 января 2007 года был задержан за участие в несанкционированном митинге у здания Главного следственного управления Следственного комитета РФ по г. Москве в поддержку членов НБП, находящихся под стражей по делу о столкновении у Таганского суда г. Москвы в марте 2006 года.
11 марта 2007 года во время выборов в Московскую областную думу он и двое других членов НБП провели акцию протеста на одном из избирательных участков в Одинцово — они подожгли файеры и начали разбрасывать листовки. Их задержали, предъявили обвинения по статье 141 УК РФ (воспрепятствование осуществлению избирательных прав или работе избирательной комиссии) и поместили под стражу в СИЗО города Можайска. 11 апреля 2007 года по решению Московского областного суда освобождены под подписку о невыезде.
Вечером 11 июня 2007 года, когда Червочкин пришёл в линейный отдел внутренних дел Серпухова узнать о судьбе друзей, задержанных на вокзале по прибытии с «марша несогласных», он был избит, на него был составлен протокол о якобы совершённом им мелком хулиганстве, и он был приговорён к административному аресту на 5 суток. Затем в отношении него было заведено уголовное дело по статье 318 УК РФ (применение насилия в отношении представителя власти: согласно протоколу «Червочкин ворвался в линейный отдел милиции, стал угрожать сотрудникам расправой, побил четырёх сотрудников милиции, одновременно и сам бился головой о бетонную стену»). Дело было прекращено, не дойдя до суда.
Червочкин заявлял матери и друзьям, что ему не раз поступали угрозы от УБОПовцев, и после бесед с ними он стал опасаться не только за свою жизнь, но и за свою девушку, и за знакомых.
Его мать позднее заявила: "В сентябре или в октябре он говорил мне о том, что какой-то майор или кто-то из тех, кто их опекает, ему напрямую говорил: «А ты не боишься, что тебя найдут с проломленной головой в подъезде собственного дома?» Я Юрке говорю: «Юр, но ведь они же могут это осуществить…Он говорит: „Ну, и что? Ну, умрем за счастье трудового народа“».
Особенно часто задерживал Юрия и проводил с ним «беседы» глава отдела подмосковного РУБОП по борьбе с экстремизмом Алексей Окопный.

## Давление на подмосковных нацболов
На 24 ноября 2007 года был намечен очередной Марш несогласных. Накануне этой даты усилилось давление на подмосковных нацболов. В изданиях коалиции «Другая Россия» приводились тексты заявлений в прокуратуру членов НБП, характеризующие угрозы со стороны подмосковного УБОПа, поступавшие им в эти дни. Так, 6 ноября Вере Вишейко угрожали «переломать ноги как спички», затем заявили, что она «упадет под электричку или под поезд или закончит жизнь в тюрьме», а также угрожали, что убьют её бойфренда и однопартийца Владимира Кавердяева, которому советовали «приготовить себе точку для выстрела». Кавердяев был задержан 2 ноября, было заявлено, что у него обнаружены наркотики (по заявлению самого Кавердяева, подкинутые ему); 24 ноября он был задержан снова, якобы за мелкое хулиганство (нецензурную брань). Утром 21 ноября была задержана по дороге на работу Вера Михайлова; в беседах ей также угрожали. По словам Сергея Баранова, ему угрожали, что в случае его появления на «Марше несогласных» его «посадят и переломают ноги». Сергей Баранов, находившийся в эти дни в Сургуте, сообщает, что по прилёте в Москву 3 декабря он был в аэропорту ненадолго задержан сотрудниками УБОПа, которые начали с сообщения об избиении Червочкина (по их словам, «местными хулиганами»), а затем заявили: «Видишь, Кавердяеву подкинули наркотики — скоро сядет. Червочкина избили и неизвестно выживет он или нет. Так что передай своим, что до Нового года подобным образом мы уберём ещё троих человек, фамилии я называть не буду, но можете начинать отсчёт».
В этих заявлениях также неоднократно фигурируют фамилии Алексея Окопного, Александра Цопина и Дмитрия Астафьева, на которых впоследствии нацболы возложили ответственность за убийство Червочкина.
7 ноября была задержана невеста Червочкина, лидер тульских нацболов студентка Анна Плосконосова, которую обвинили в избиении милицейского офицера; всего против неё было возбуждено 3 уголовных дела (вскоре она эмигрировала на Украину, где в 2008 году получила политическое убежище).
Сам Червочкин в октябре был вывезен сотрудниками УБОПа в Москву, где с ним «беседовали» около пяти часов. 4 ноября он был вновь задержан теми же сотрудниками УБОПа в Серпухове.

## Убийство
22 ноября 2007 года около 16:00 Юрий Червочкин и его однопартиец Василий Терехов были задержаны возле дома Червочкина и доставлены в местный отдел уголовного розыска. Туда же были вызваны повестками Руслан Барсуков и Кирилл Солодовников. С них требовали подписки о том, что они не поедут в Москву на «Марш несогласных». По воспоминаниям Терехова, их фотографировали, брали отпечатки пальцев и т. п. С ними проводил беседу лично начальник уголовного розыска Александр Чёрный, и Терехов, по его словам, слышал, как в соседней комнате Чёрный кричал на Червочкина: «Я в ваши дела не лезу. Но я не позволю совращать людей — если кто-то ещё вступит в вашу организацию, то я не пожалею своей свободы и жизни, чтобы вас остановить». В ответ на это Червочкин пообещал немедленно выложить их разговор в интернете. После 4 часов «профилактических действий» Червочкина и Терехова около 20:00 отвезли на окраину города, где высадили, заявив: «пройдитесь, подумайте о своей жизни».
Терехов после этого пешком направился домой, а Червочкин сел на автобус и поехал в центр — в интернет-кафе «Портал», откуда в 20:45 выложил в сообществе национал-большевиков в ЖЖ следующий пост:

Несовершеннолетние сторонники Другой России Руслан Барсуков и Солодовников Кирилл были приглашены повестками в Уголовный Розыск, где с них были взяты «подписки о невыезде» на предстоящий марш. Терехов Василий и Червочкин Юрий были задержаны днем возле своего дома и также доставлены в угро, для взятия подобных расписок.
С ними беседовали сотрудники ФСБ и начальник уголовного розыска. Нацболам заявили, что они могут писать в какую угодно прокуратуру — им это не поможет, поскольку: «На вас дали зелёный свет сверху.» Фсбешники утверждали, что на Марше несогласных «готовится что-то серьезное, и если дорого здоровье — туда лучше не ездить». Были угрозы и от сотрудников милиции. Через четыре часа все были отпущены.

Также в пос. Пролетарский несколько пьяных сотрудников милиции приходили в квартиру Алексея Юрчука, а а вечером милиция заходила к Кочетову Глебу для взятия «объяснений»— http://ru-nbp.livejournal.com/1229958.html
.
Около 21:00 он вышел из интернет-кафе и позвонил сотруднику сайта «Каспаров.ру» и одновременно (аффилированного с этим сайтом) агентства новостей «Собкор@ру» Алексею Сочневу. По словам Сочнева, «Разговор был коротким. Он сказал, что сейчас у него все хорошо, „отпустили из ментовки“. Сказал, что только что был в Интернете и запостил информацию в „Живой журнал“ и что сейчас за ним „хвост“. Идут четверо в штатском, двоих из них он знает: „Они участвовали в моих допросах, УБОПовцы“. Я сказал ему, чтобы он был осторожнее. Мы попрощались. Через несколько минут на него напали».
По некоторым данным, Червочкин позвонил с тем же сообщением своей невесте, при этом назвав фамилию Окопного.
В 21:15 в городское УВД позвонила женщина, ожидавшая окончания смены на шоколадной фабрике (рядом с интернет-кафе) и сообщила, что перед фабрикой лежит избитый мужчина. Женщина была свидетельницей нападения и показала на следствии, что нападавших было пятеро. Из них двое прогуливались поодаль, трое топтались около торговой палатки рядом с интернет-кафе, где находился Червочкин. Когда Червочкин вышел, один из поджидавших его неизвестных указал: «Вот он», после чего все пятеро набросились на него и начали избивать — двое били битами, а трое пинали ногами. Червочкин крикнул: «Не бейте только по голове». Избиение продолжалось три-четыре минуты. Женщина стала кричать, и нападавшие разбежались, женщина же вызвала «скорую». По её описанию, молодые люди были в возрасте 23-25 лет, одеты в чёрные куртки. Из двоих, бивших битами, один был «толстый», а другой одет в толстовку с капюшоном.
При этом мобильный телефон и деньги, бывшие при Червочкине, похищены не были.
В тяжёлом состоянии Червочкин был доставлен в больницу им. Семашко, где ему был поставлен диагноз: ушиб мозга, гематома теменной кости, закрытый перелом левой кисти. Через несколько дней он впал в кому. В конце ноября его перевели в НИИ нейрохирургии им. Н. Н. Бурденко, где прооперировали, удалив гематому, но это уже не могло его спасти. Так как каждый день пребывания в реанимации НИИ им. Бурденко обходился в 20 тыс. рублей, в Сбербанке Москвы был открыт счет для помощи Червочкину. Впрочем, лечение полностью оплатил Гарри Каспаров. У него начался сепсис, и было заявлено, что необходимо полное переливание крови; нацболы во главе с Сергеем Аксёновым явились в госпиталь и заставили взять у них кровь, несмотря на неприёмный день. При этом врачи сообщали, что, даже если Червочкин выйдет из комы, к нему может не вернуться память.
10 декабря 2007 года около 16:00 он скончался, не приходя в сознание.

## Похороны
Тело Юры матери долго не выдавали, мотивируя это тем, что якобы не имеют права отдать тело до закрытия следствия. Однако Надежда Геннадьевна Червочкина села в прокуратуре и заявила, что не уйдёт, пока не получит разрешения, после чего тело было ей выдано..
13 декабря состоялись похороны, на которых участвовало до 200 человек, примерно половина из них приехала автобусами из Москвы. В их числе были лидеры коалиции «Другая Россия» Эдуард Лимонов и Гарри Каспаров. На выезде из Москвы автобус был остановлен сотрудниками подмосковного УБОП и ОМОНа под предлогом контреррористической операции; в течение примерно часа они переписывали паспорта пассажиров и обыскивали автобус с кинологами, затем позволили продолжить следование. По дороге от дома Червочкиных к кладбищу милиционеры остановили похоронную процессию и задали вопрос, кто организатор мероприятия. «Имейте совесть, это не мероприятие, а похороны», — ответила одна из участниц похорон, после чего процессия продолжила свой путь.
На похоронах открыто велась оперативная видеосъёмка. Эдуард Лимонов заявил, что, по его мнению, «Юрия убил УБОП, скорее всего, серпуховский».. Каспаров по возвращении с похорон заявил в интервью на радио «Эхо Москвы», что угрозы от убоповцев получают многие оппозиционеры: 

Это мы слышим постоянно на всех акциях, многие представители наших силовых структур открыто жалуются, что слишком либерально, военным трибуналом судить надо, вообще просто зачем валандаться, кончать нас надо здесь и на месте. Можно предположить, что кто-то из самых ретивых просто решил привести угрозу в исполнение".— Интервью с Гарри Каспаровым на "Эхе Москвы" 14.12.2007
.

## Следствие

### Следствие в Серпухове
23 ноября по факту нападения Следственное управление серпуховского УВД возбудило уголовное дело по статье 213, части 2 (хулиганство, совершённое с применением оружия или предметов, используемых в качестве оружия). При этом сообщение о нападении не было передано в областные органы УВД и не внесено в сводку происшествий по Московской области, и на этом основании пресс-служба ГУВД по МО отказывалась его комментировать («Нет события в сводке, поэтому и комментировать нечего»). Фактически никаких следственных действий не производилось: «милиционер практически скрывался от мамы Юрия», которая так и не смогла узнать, заведено ли дело; свидетелей не допрашивали, не были изъяты кассеты с камер слежения, установленных на шоколадной фабрике, на которых должны были быть запечатлены те, кто ждал Червочкина у интернет-салона.
После смерти Червочкина дело передали из милиции в следственный комитет, и его вел старший следователь СК при прокуратуре города Серпухова Иван Демидов.

### Следствие Целипоткина
Вскоре однако, дело «в связи с общественным резонансом» было передано в следственное управление Московской областной прокуратуры Олегу Целипоткину. Дело было переквалифицировано по статье 111.4: «нанесение тяжких телесных повреждений, повлекших, по неосторожности, смерть Червочкина Ю.М.», хотя родственники и друзья Юрия считали, что оно подходит под гораздо более тяжёлую статью 105.2 (убийство с особой жестокостью, совершенное группой лиц по предварительному сговору).
Алексей Сочнев, проходивший по делу в качестве свидетеля, сообщает, что в неформальном разговоре с ним Целипоткин предположил, что Червочкина избили не сами УБОПовцы, а нанятая ими «шпана». На вопрос о том, допросит ли он УБОПовцев, следователь ответил: «Конечно. Только из этого ничего не выйдет. Они же, как врачи, — никто никого никогда не сдаст. Порука. Наверняка уже все придумали, обговорили».
Целипоткин не допрашивал мать Червочкина, но позволил ей ознакомиться с делом, и по прочтении материалов у неё сложилось впечатление, что следствие одним из вероятных организаторов преступления считает главу городского уголовного розыска Александра Чёрного, однако не имеет к тому доказательств. В частности, заявление Червочкина Чёрному, что он немедленно выложит сведения о незаконном задержании и их разговоре в интернете, объясняет тот факт, что убийцы точно знали, куда направится Червочкин, и потому поджидали его у интернет-салона.
Как утверждает Червочкина, в разговоре с ней Целипоткин признался, что, приступая к делу, получил «напутствие»: «Не старайся, не найдешь». Он рекомендовал Червочкиной «вести себя тихо, чтобы не спугнуть этих самых людей в погонах». Целипоткин также говорил ей, что «сдвинуть с мёртвой точки следствие может только независимая оперативно-следственная бригада из другого региона или Следственного комитета прокуратуры», так как правоохранительные органы Серпухова «сами находятся под подозрением». В разговорах с Н. Г. Червочкиной Целипоткин жаловался, что ему совершенно не помогает ни МВД, ни УБОП, ни ФСБ, а время идёт. Более того, по словам Целепоткина, местная милиция откровенно саботировала расследование. Так, Целипоткин не смог получить кассеты с камер слежения у шоколадной фабрики и даже не знал, изымали ли их вообще. Когда Целипоткин запросил у Чёрного фотографии места преступления, сделанные оперативной группой, тот «прислал какой-то клочок бумаги, на котором было заснято совершенно другое место». Несмотря на свои многочисленные обращения как в местные, так и в областные органы, Целипоткин так и не смог получить оперативную видеосъемку похорон (на похоронах присутствовал практически весь состав местного МВД, и Целипоткин надеялся, что единственная свидетельница преступления опознает сотрудников милиции, избивавших Червочкина).
Адвокат Червочкина Ольга Михайлова подчеркивала, что для расследования убийства Червочкина назначен следователь гораздо более низкой квалификации, чем был назначен для расследования его акции на избирательном участке (это был высокопрофессиональный следователь по особо важным делам прокуратуры МО, специализировавшийся на раскрытии убийств). Из этого, по её словам, «можно сделать вывод, что власть использует суд для защиты своих интересов. „Убить оппозиционера!“ — её тайный умысел».
Все это время лицам, связанным с Червочкиным и занимавшимся расследованием его убийства, поступали угрозы. Журналист «Новой газеты» Ростислав Богушевский, проходивший по делу в качестве свидетеля, сообщал Целипоткину о неоднократных угрозах: по его словам, после первой же публикации телефонные анонимы предлагали ему «заткнуться по делу Червочкина». Алексей Сочнев сообщает об угрозах со стороны Окопного и его подчиненного: Алексей Окопный и Александр, не знаю фамилии, беседовали со мной, и Окопный сказал: «Ты знай, это не мы убили Червочкина, но если ты не прекратишь политическую свою деятельность, то с тобой, есть вероятность, тоже может что-то произойти».
28 апреля 2008 года Целипоткин принял решение приостановить дело на том основании, что «не установлен круг лиц, подлежащих привлечению в качестве обвиняемых». Н. Г. Червочкина обжаловала это решение в Генеральной прокуратуре.

### Затягивание следствия
23 июня 2008 года дело забрал у Целипоткина для проверки помощник прокурора Серпухова Фролов, спустя неделю однако ушедший в отпуск, так что дело ещё месяц лежало в его закрытом кабинете.
В августе 2008 года Надежда Червочкина написала письмо председателю Следственного комитета при Прокуратуре России Александру Бастрыкину и руководителю следственного управления по Московской области Андрею Маркову с просьбой передать дело на областной уровень. В начале октября Червочкина получила сообщение, что 17 сентября расследование возобновлено, и сразу же после этого — что оно передано в Каширу старшему следователю городской прокуратуры К. А. Мешкову. На вопросы Червочкиной, зачем дело передано в город, с которым у Серпухова нет даже прямого сообщения, ей отвечали, что Кашира — это тоже Московская область и таким образом удовлетворена её просьба передать дело «в область».
Не произведя никаких следственных действий, Мешков в ноябре приостановил дело в связи с «неполучением оперативной информации». Затем оно было возобновлено и в августе 2009 года снова приостановлено отделом по особо важным делам прокуратуры Московской области из-за отсутствия лиц, подлежащих привлечению в качестве обвиняемых.
22 ноября 2009 года, ровно через два года после того, как на Червочкина было совершено нападение, его мать Надежда Червочкина провела одиночный пикет с требованием найти виновных в гибели её сына у здания Следственного комитета РФ. Червочкина приковала себя наручниками к зданию Следственного комитета в Москве, держа в руках фотографию сына и плакат. Она была задержана.
10 декабря 2009 года, в годовщину смерти сына, Н. Г. Червочкина дала пресс-конференцию (совместно с одним из лидеров НБП, Сергеем Аксеновым), на которой заявила, что дело, по всей видимости, приостановлено опять, что следователь отказывается сообщать ей о состоянии дела и что она «объявляет войну» убийцам сына. Спустя ещё два года, 22 ноября 2011 года, она заявила сайту «Каспаров.ру»: «Ничего не делается, ничего не расследуется и мне кажется, что они даже уже потеряли дело. Полгода назад я последний раз обратилась к ним с просьбой ознакомиться с материалами дела, они мне ответили отказом. Мне сказали, что можно обратиться в суд, но это бесполезно». Её подозрения, что дело потеряно, базируются на беседе со следователем особого отдела, у которого дело находилось некоторое время осенью 2008 года. Следователь сказал: «Мы тут переезжаем с места на место, и мне кажется, что мы уже не найдем его (дела)». По словам Червочкиной, она подала 40 жалоб во все возможные инстанции, а также правозащитникам, но получала однотипные ответы, сводящиеся к тому, что «Все как оно есть так и есть. Круг подозреваемых не установлен». Закончила Н. Г. Черовочкина такими словами: «Когда дело было приостановлено, мы проводили пресс-конференцию, и я сказала, что больше не буду заниматься этим хождением, а буду искать другие способы. Ружье я уже купила. Сейчас учусь стрелять. Потому что правовых способов что-то сделать нет». 

### Следствие Лепского
В сентябре 2019 года уголовное дело о нападении на Юрия Червочкина было возобновлено Главным следственным управлением Следственного комитета РФ по Московской области по указанию прокуратуры.

## Обвинения нацболами сотрудников УБОПа
Мать Червочкина и его соратники по оппозиции сразу же обвинили в убийстве сотрудников подмосковного РУБОП. Сообщение об избиении Червочкина на сайте НБП заканчивалось словами: «У нас нет никаких сомнений в том, что Юрия Червочкина жестоко избил именно подмосковный УБОП. Мы заставим этих сволочей ответить за нашего товарища. Будьте вы прокляты, гниды!» Нацболы утверждали, что установили относительно небольшой круг сотрудников РУБОПа, участвовавших в задержаниях и допросах Червочкина: по их словам, это были Алексей Окопный, Артур Сайбель, Александр Цопин, Дмитрий Астафьев и ещё два сотрудника, которых они не смогли идентифицировать. «Главным подозреваемым» нацболы объявили Алексея Окопного. По их утверждениям, якобы именно Окопный и Цопин звонили Червочкину с телефона московской штаб-квартиры УБОПа, обещая «проломить голову».

## Процесс Окопный vs Аксенов и Шехтман
18 октября 2012 года Алексей Окопный, к тому моменту уже сотрудник московского Центра по противодействию экстремизму, подал в суд на одного из лидеров партии «Другая Россия» (наследницы НБП) Сергея Аксенова и гражданского активиста Павла Шехтмана из-за их публикаций, в которых Окопный обвинялся в убийстве Червочкина. Он потребовал опровержения этих данных и компенсации морального ущерба в размере 250 тыс. рублей с каждого. Слушания состоялись в Симоновском суде 24 ноября и 6 декабря 2012 года, когда суд и вынес решение. На заседании 6 декабря выступили свидетели со стороны ответчиков. Свидетель Родинов рассказал о том, как в апреле 2007 года Окопный избил его в здании подмосковного ОБОПа после задержания на «Марше несогласных» на Чистых прудах. При этом Окопный, по словам Родинова, угрожал физической расправой Червочкину и другому лидеру подмосковных нацболов, Алине Васильченко, обещая их так избить, что если даже они и выживут, то на всю жизнь останутся беспомощными инвалидами. Алексей Сочнев подтвердил опубликованный ранее рассказ о последнем звонке Червочкина, отметив, что Червочкин жаловался журналистам на то, что Окопный звонит ему на мобильный, угрожая «переломать ноги» и «пробить голову». По его словам, при встрече незадолго до гибели Червочкин пересказал ему слова Окопного: «Если будете продолжать мутить воду, нам дали зелёный свет, чтобы вас вообще не было». Один из лидеров «Другой России» Сергей Фомченков, в свою очередь, рассказал, что знал об угрозах «оперативника Леши» невесте Червочкина Анне Плосконосовой и другим лимоновцам. Со слов нижегородского активиста Дениса Мазина, задержанного в Москве, он также сообщил, что Окопный представлялся Мазину как «убийца Юры».
Суд частично удовлетворил иск, приговорив Аксенова и Шехтмана к выплате в пользу Окопного 40 и 50 тысяч рублей соответственно, однако не обязал СМИ публиковать опровержения оскорбившей Окопного информации. Несколько дней спустя Павел Шехтман опубликовал статью «История одного убийства», в которой фактически вновь обвинил Окопного в причастности к убийству, опираясь на этот раз на материалы судебных слушаний.

## Жертва года
В конце 2007 года Червочкин был упомянут в списке персон года, составленном газетой «Ведомости». Он был объявлен «жертвой года», и его фотография была вынесена на первую страницу номера газеты наряду с фотографиями В. Путина, Ч. Хаматовой, О. Дерипаски, А. Чубайса и М. Гуцериева. «Жизнь, отданная за убеждения, заставляет уважать эти убеждения не только интеллигенцию, но и равнодушных обывателей и власти, против которых убеждения жертвы были направлены», — писали «Ведомости».